# Nodi lymphoidei pancreaticoduodenales inferiores
Die Nodi lymphoidei [Nll.] pancreaticoduodenales inferiores (lat. für ‚untere Bauchspeicheldrüsen-Zwölffingerdarm-Lymphknoten‘) sind eine Gruppe von Lymphknoten im Bauchraum. Sie liegen am unteren Rand der Rückseite der Bauchspeicheldrüse an der Arteria pancreaticoduodenalis inferior und gehören mit den Nll. pancreaticoduodenales superiores und den Nll. lymphoidei pancreatici zu den peripankreatischen Lymphknoten.
Die Nll. pancreaticoduodenales inferiores empfangen Lymphe aus dem Kopf der Bauchspeicheldrüse. Ihre ableitenden (efferenten) Lymphgefäße fließen direkt oder indirekt über die oberen Mesenteriallymphknoten in den Truncus intestinalis. Zudem erhalten sie Lymphe aus dem unteren Abschnitt des Zwölffingerdarms und leiten sie in den Truncus intestinalis.